# Lâm Xung (phim truyền hình)
Lâm Xung (tên tiếng Anh: The Unyielding Master Lim) là một loạt phim truyền hình dài 20 tập của Hồng Kông được hãng TVB công chiếu năm 1986. Lấy hình mẫu chính từ nhân vật Lâm Xung và các nhân vật, chi tiết khác trong Thủy Hử, loạt phim truyền hình này khắc họa lại cuộc đời đầy sự kiện của Báo Tử đầu Lâm Xung - một tướng quân trong triều đình vua Tống Huy Tông nhưng vì gặp nhiều oan ức và sự chèn ép từ những tên tham quan trong triều đình Nhà Tống bấy giờ như Cao Cầu mà phải quay sang làm tướng cướp trên Lương Sơn Bạc. Sau khi được TVB phát sóng, Lâm Xung cũng đã được công chiếu tại nhiều quốc gia, trong đó có Việt Nam và được công chúng đón nhận tích cực.

## Nội dung
Thời vua Triết Tông, triều đình Bắc Tống đã rơi vào cảnh hủ bại, vua quan u tối khiến dân gian hết sức khốn khổ. Lâm Xung (Cao Hùng), vốn là con trai của một vị quan đề hạt ở Đông Kinh sinh ra vào giai đoạn này. Vốn rất giỏi võ nghệ lại trọng nghĩa khí, lại giức chức giáo đầu của cấm quân, Lâm Xung kết thân với vị quan sai Lỗ Đạt, sau xuất gia lấy pháp danh Lỗ Trí Thâm (Tần Hoàng) và một thanh niên làm chân sai vặt nhưng cũng rất giỏi võ nghệ trong kỹ viện tên Yến Thanh (Thang Trấn Nghiệp) với mong muốn được dùng tài võ nghệ để cứu nước cứu dân. Trong một lần tình cờ, Lâm Xung cũng làm quen và kết thân với Lý Sư Sư (Thích Mỹ Trân), vốn là đệ nhất kỹ nữ ở kinh thành. Thấy bất an trước mối quan hệ của con trai với một kỹ nữ nơi lầu xanh, cha của Lâm Xung đã quyết định hứa hôn cho Lâm Xung cùng con gái của Trương đại nhân vốn là phủ doãn ở Đông Kinh tên là Trương Minh Châu (Trần Mẫn Nhân).
Cùng lúc này Cao Cầu (Lưu Giang) là một kẻ tiểu nhân vốn xuất thân hèn kém nhưng hết sức mưu mô, xảo quyệt nên đã được thái tử của Triết Tông là Đoan vương tuyển mộ làm tùy tùng. Sau khi Đoan vương lên ngôi và trở thành hoàng đế Tống Huy Tông (Quan Lễ Kiệt), Cao Cầu được vị hoàng đế trẻ hết sức trọng dụng và lộ mặt thật thành một tên quan lộng quyền khiến nhân dân hết sức khốn khổ. Đắc tội với Cao Cầu, Lâm Xung ngay lập tức bị hắn hãm hại, bị đày đi Thương Châu với mục tiêu thủ tiêu Lâm giáo đầu trên đường đi đày. Rất may cho Lâm Xung là Yến Thanh và Lỗ Trí Thâm cứu thoát. Biết tin Lâm Xung thoát chết, Cao Cầu lập tức sai thuộc hạ là Lục Khiêm (Hứa Thiệu Hùng) truy sát. Về phần Huy Tông, gã hoàng đế trẻ bỏ bê triều chính và chỉ đam mê Lý Sư Sư nhưng rồi phát hiện ra mỹ nhân họ Lý chỉ một lòng một dạ với Yến Thanh nên quyết tâm ra lệnh trừ khử Yến Thanh bằng mọi giá. Để cứu người mình yêu, Lý Sư Sư quyết định tự sát. Cái chết của cô lại càng thúc đẩy Yến Thanh quay trở về kinh thành để báo thù.
Nhận lệnh của Cao Cầu, Lục Khiêm lần theo dấu của Lâm Xung đến Thương Châu và giết chết thê tử của Lâm Giáo đầu là Trương Minh Châu. Căm phẫn đến cực độ trước những oan ức và nỗi đau do Cao Cầu và Lục Khiêm gây ra, Lâm Xung cuối cùng đã báo thù giết chết Lục Khiêm và sau đó cùng với Yến Thanh, Lỗ Trí Thâm lên Lương Sơn Bạc để đánh lại triều đình.

## Diễn viên
- Cao Hùng vai Lâm Xung
- Thang Trấn Nghiệp vai Yến Thanh[3]
- Thích Mỹ Trân vai Lý Sư Sư[4]
- Lưu Giang vai Cao Cầu
- Quan Lễ Kiệt vai Tống Huy Tông
- Tần Hoàng vai Lỗ Trí Thâm
- Hứa Thiệu Hùng vai Lục Khiêm
- Trần Mẫn Nhi vai Trương Minh Châu

## Ca khúc trong phim
- Phong tuyết tiền trần
  - Nhạc: Cố Gia Huy
  - Lời: Đặng Vỹ Hùng
  - Biểu diễn: Ôn Triệu Luân
- Vạn lý hành
  - Nhạc: Cố Gia Huy
  - Lời: Đặng Vỹ Hùng
  - Biểu diễn: Ôn Triệu Luân